# Zgornja Senica
Zgornja Senica este o localitate din comuna Medvode, Slovenia, cu o populație de 272 de locuitori.